# El Serrat Alt (Pinell de Solsonès)
El Serrat Alt és un turó de 787 metres que es troba al municipi de Pinell de Solsonès, a la comarca catalana del Solsonès. Es troba a tocar de la carretera comarcal C-149a, a uns 150 metres de l'Hostal del Geli.